# Ligularia wilsoniana
Ligularia wilsoniana là một loài thực vật có hoa trong họ Cúc. Loài này được (Hemsl.) Greenm. mô tả khoa học đầu tiên năm 1917.